# Zikanella rubrivitta
Zikanella rubrivitta är en fjärilsart som beskrevs av Erich Martin Hering 1932. Zikanella rubrivitta ingår i släktet Zikanella och familjen bastardsvärmare. Inga underarter finns listade i Catalogue of Life.